# Dieffenbach-Ralle
Die Dieffenbach-Ralle (Hypotaenidia dieffenbachii, Syn.: Gallirallus dieffenbachii) war eine flugunfähige Ralle der Chatham-Inseln, der Insel Mangare und der Pitt Islands bei Neuseeland. Die Art ist seit 1872 ausgestorben. Das Artepitheton ehrt den deutschen Geologen Ernst Dieffenbach.

## Beschreibung
Der Rücken der Ralle war olivbraun und unregelmäßig sandfarben und schwarz gebändert. Der obere Rücken hatte schwarze und braune Querstreifen. Der Unterrücken war undeutlich dunkelbraun quergestreift. Oberkopf und Hals waren rötlichbraun. Vom Schnabel über das Auge bis zum Hinterhals führte ein kastanienbrauner Streifen. Über den Augen befand sich ein hellgrauer Streifen, Kinn und Kehle waren ebenfalls hellgrau. Die weißlichgraue Kehle und die braun gebänderte Brust waren durch eine Binde aus schwarzen Federn mit weißlichen Spitzen voneinander getrennt. Der Oberbauch war schwarz-weiß quergestreift. Der Unterbauch war schwarz, die Unterschwanzdecken schwarz mit rotbrauner Bänderung.
Illustrationen der Art zeigen, dass das Gefieder dem der Bindenralle (Hypotaenidia phillipensis) erstaunlich ähnelte. Es weicht aber in einigen Punkten vom Adultkleid dieser Art ab und entspricht dort eher dem Jugendkleid der Bindenralle. Im Vergleich zur Chathamralle (Cabalus modestus) hatte diese Art ein stärker entwickeltes Brustbein. Die Schnabellänge lag zwischen jener von Bindenralle und Chathamralle, der Schnabel war nach unten gebogen.
Die Dieffenbach-Ralle war 31 cm lang und größer und kräftiger gebaut als die Bindenralle. Der Schnabel der Dieffenbach-Ralle war im Verhältnis zur Schädellänge etwa gleich groß, aber kräftiger und stärker gebogen als bei der Bindenralle. Die Größenverhältnisse der Knochen der Dieffenbach-Ralle ähneln denen der Wekaralle sehr, die Wekaralle ist jedoch insgesamt deutlich größer. Der Flugapparat war reduziert und die Art deshalb flugunfähig.

## Lebensweise
Dass die Dieffenbach-Ralle bezüglich ihres Körperbaues sehr der Wekaralle ähnelte, legt nahe, dass sie deren ökologisches Gegenstück für die Chatham-Inseln war. Die Dieffenbach-Ralle lebte wahrscheinlich im Wald, in mit Farn bewachsenen Gebieten sowie in Süß- und Salzwassermarschen bzw. -sümpfen. Sie war als Bodenbrüter durch Feldbearbeitung, Vieh- und Weidewirtschaft besonders stark gefährdet.

## Verbreitung und Aussterben
Die Art lebte auf der Chatham-Insel und auf der Insel Mangare bei Pitt Island, nach Knochenfunden gab es sie ehemals auch auf Pitt Island selbst. Ein einzelnes Exemplar der Dieffenbach-Ralle wurde 1840 durch Dieffenbach das erste und letzte Mal lebend gefangen und durch Gray wissenschaftlich beschrieben, zu dieser Zeit war die Art auf Chatham schon selten. Der letzte Nachweis erfolgte 1872, die Art starb wahrscheinlich durch die Prädation von eingeführten Hunden, Katzen und Ratten sowie durch angelegte Buschfeuer zur Gewinnung landwirtschaftlicher Nutzflächen aus.